# Госпожа Кагуя: В любви как на войне
«Госпожа Кагуя: В любви как на войне» (яп. かぐや様は告らせたい～天才たちの恋愛頭脳戦～ Кагуя-сама ва кокурасэтай ～Тэнсай-тати но рэнъай дзуно:сэн～) — сэйнэн-манга Аки Акасаки в жанре романтической комедии, выходившая в журналах Miracle Jump и Weekly Young Jump издательства Shueisha с 19 мая 2015 года по 2 ноября 2022 года. 
В январе 2019 года вышел первый сезон аниме-адаптации работы, показ которого был завершён в марте того же года. Режиссёром аниме-адаптации манги выступил Мамору Хатакэяма, работавший на студии A-1 Pictures. Второй сезон транслировался с 11 апреля по 27 июня 2020 года. 25 октября 2020 года были анонсированы третий сезон сериала и OVA, вышедшая 19 мая 2021 года. Премьера третьего сезона состоялась 9 апреля 2022 года. 17 декабря 2022 года в кинотеатрах Японии вышел полнометражный фильм «Госпожа Кагуя: в любви как на войне. Первый поцелуй никогда не заканчивается».
В июне 2018 года в журнале Tonari no Young Jump был начат спин-офф Kaguya-sama wa Kokurasetai: Doujin-ban, завершившийся в июне 2020 года. Автором спин-оффа выступил мангака Синта Сакаяма. Также в июне 2018 года в Weekly Young Jump стартовала публикация ёнкомы Kaguya-sama o Kataritai, иллюстрированной G3 Ida. 
Манга и аниме-сериал приобрели большую популярность. Уже в июле 2017 года серия была лицензирована на территории Северной Америки компанией Viz Media. В ноябре 2018 года суммарно только в Японии было реализовано свыше трёх с половиной миллионов копий танкобонов манги. В 2020 году «Госпожа Кагуя» выиграла 65-ю Премию манги Shogakukan в общей категории.

## Сюжет

### Основной сюжет
Кагуя Синомия и Миюки Сироганэ вместе руководят школьным советом элитной Академии «Сютии́н» (яп. 秀知院学園 Сю:тиин Гакуэн). Долгое время из-за занятости они не обращали внимание на характеры друг друга, но однажды по академии распространилось мнение, что Кагуя и Миюки могли бы стать идеальной парой. Оказавшись в центре сплетен и слухов, девушка и юноша начинают интересоваться друг другом. Однажды они замечают, что влюбились друг в друга. Но из-за своей горделивости и Кагуя, и Миюки решают ни в коем случае не признаваться в собственных чувствах, считая, что тот, кто это сделает, покажет свою слабость и проиграет. Каждый из них пытается подтолкнуть другую сторону к признанию, воспринимая этот процесс как настоящую войну, в которой все средства хороши.

### Главные герои
Ка́гуя Сино́мия (яп. 四宮 かぐや Синомия Кагуя) — главная и заглавная героиня манги, ранобэ и аниме, ученица второго года обучения в Академии «Сютиин» и вице-президент 67-го и 68-го студенческих советов. Она известна своей красотой, умом и большим финансовым состоянием своей семьи. Её родителям принадлежит один из крупнейших бизнес-конгломератов в Японии. Кагуя родилась в семье высокого класса, что повлияло на её воспитание и характер, заставив стать холодной и расчётливой, но в душе она добрая и справедливая.
На протяжении произведения хочет заставить признаться ей в любви Миюки Сироганэ, который испытывает к ней те же чувства. Чтобы добиться этого, она обычно старается склонить обстоятельства в свою пользу, придерживаясь собственных планов действий и холодного расчёта, иногда даже манипулируя другими учениками.
Помимо работы в студенческом совете, она занимается в секции традиционной стрельбы из лука. Она не пользуется достижениями техники, поскольку не обладает соответствующими навыками и скорее выполнит сложные расчёты в уме, чем воспользуется калькулятором.
Сэйю: Аой Кога
Мию́ки Сирога́нэ (яп. 白銀 御行 Сироганэ Миюки) — второй главный герой манги и аниме, ученик второго курса в Академии «Сютиин» и президент студенческого совета. Он широко известен среди учеников Академии тем, что при поступлении набрал высший балл, а также занял второе место в общенациональных пробных экзаменах. Он ответственно относится к учёбе и посвящает почти всё своё время занятиям; по этой причине его волосы обычно растрёпаны, под глазами виднеются тёмные круги, а взгляд кажется ярким и пронзительным. Он неопытен в отношениях, как и Кагуя.
Несмотря на свою любовь к учёбе, у него имеются некоторые проблемы со всеми видами спорта (однажды Тика Фудзивара взялась за обучение его приёмам волейбола). Он боится насекомых, в особенности тараканов. Его отец, бывший владелец крупной фабрики, является безработным, а его мать ушла из семьи ещё в то время, когда он был ребёнком, и Миюки не поддерживает решение обоих родителей, постоянно заставляя отца искать работу. У него есть младшая сестра Кэй Сироганэ, обучающаяся в средней школе «Сютиин».
Сэйю: Макото Фурукава
Ти́ка Фудзива́ра (яп. 藤原 千花 Фудзивара Тика) — ученица Академии «Сютиин» и секретарь студенческого совета. Очень жизнерадостная, весёлая и дружелюбная девушка. Близкая подруга Кагуи ещё со средней школы, но, несмотря на это, она совершенно ничего не понимает в её взаимоотношениях с Миюки, и ненамеренно заставляет Кагую ревновать Миюки к ней. Имеет двух сестёр, младшая из которых — Моэха Фудзивара — учится в параллельном классе с Кэй, сестрой Миюки; обе девочки трудятся в ученическом совете средней школы. Как следствие, Тика крепко дружит с Кэй.
Тика — дочь потомственных политиков: её прадед был премьер-министром, дядя работает в правительстве, а мать занимается дипломатией. В своём характере Тика унаследовала черты родителей и предков: она дипломатична и нередко способна на политические манипуляции в студенческом совете, чтобы добиться тех или иных целей. Отец Тики старается ограждать её от несерьёзных занятий, включая чтение манги для девочек и видеоигры. У неё есть собака по имени Песу.
Самая сильная сторона Фудзивары — музыка: она заняла первое место в национальном конкурсе пианистов PTNA, когда была в 4 классе. Тика свободно говорит на пяти языках. Неоднократно учила Миюки Сироганэ тем или иным необходимым ему навыкам: игре в волейбол, исполнению гимна Академии, чтению рэпа. Имеет прозвище «Любовный детектив Тика», которое, по-видимому, дала сама себе.
Сэйю: Кономи Кохара
Ю Исига́ми (яп. 石上 優 Исигами Ю:) — ученик первого курса в академии «Сютиин» и казначей студенческого совета. Занимается финансовыми делами совета. Второй ребёнок в семье мастера игрушек. Известен как уверенный пользователь ПК и показывает высокие навыки в работе с данными, вследствие чего и был назначен Миюки Сироганэ счетоводом студенческого совета. До того, как вступить в эту должность, Исигами значился в Академии прогульщиком и ходил на занятия лишь по наставлению отца. Замкнут и немногословен. Несмотря на это, любит наблюдать за окружающими, подмечая скрытые (и порой непристойные) вещи в поведении других учеников.
Поначалу очень боится Кагуи из-за её угрожающих взглядов и замечаний в его адрес, но позже постепенно привыкает к этому и становится более открытым и активным в разговоре. Кагуя даёт высокую оценку его искренности и самоотверженности, несмотря на его поступки. Чуть позже Исигами вступает в клуб чирлидеров; там он влюбляется в вице-капитана клуба Цубамэ Коясу, но их отношения не складываются. Позже Исигами осознаёт, что неравнодушен к Мико Иино.
Сэйю: Рёта Судзуки
Ми́ко Ии́но (яп. 伊井野 ミコ Иино Мико) — ученица первого года обучения в Академии «Сютиин» и аудитор студенческого совета. Является членом дисциплинарного комитета. Она — дочь председателя верховного суда, поэтому любит справедливость и стремится привнести её в жизнь Академии. Учится в одном классе с Ю Исигами. Претендовала на пост президента студенческого совета.
В учёбе Иино всегда была круглой отличницей и примерной ученицей, и отличалась строгостью и решимостью. Она мечтала, чтобы все ученики были прилежными и справедливыми; так она надеялась повысить авторитет Академии. Несмотря на это, Мико очень застенчива, вследствие чего боится выступать перед большой публикой — за это над ней часто издевались и высмеивали её выступления на выборах.
Мико Иино была принята Миюки Сироганэ в студенческий совет в качестве аудитора, и благодаря помощи Миюки она смогла должным образом выступить во время агитационной программы, высказать своё мнение на общем собрании и тем самым заслужить всеобщее уважение. Позже она пересматривает своё отношение к обучающимся, осознавая, что её методы были слишком жёсткими.
Сэйю: Мию Томита
Ай Хая́сака (яп. 早坂 愛 Хаясака Ай) — второстепенный персонаж манги и аниме, ученица третьего курса академии «Сютиин», а также сотрудница клана Синомия. Близкая подруга Кагуи Синомии, работающая служанкой в её особняке. Она — дочь топ-менеджера большой компании, принадлежащей семье Синомия, который приходится Кагуе крёстным отцом. Члены семьи Хаясака служат клану Синомия на протяжении многих поколений, завоевав их глубокое доверие.
Хаясака одевается стильно, нося укороченную юбку и крася ногти, поскольку это не запрещено дресс-кодом Академии. Она лучше находит общий язык со сверстниками и более общительна, нежели Кагуя. Хаясака фактически является тайным агентом Синомии, выполняя различные секретные и важные для неё поручения, обычно связанные с её стремлением получить признание в любви от Миюки Сироганэ. По этой причине она тщательно скрывает свою настоящую личность от остальных людей: к примеру, она встречает Миюки в доме Кагуи в образе миловидной горничной, обучающейся в женской школе, а перед Тикой появляется как юноша-дворецкий.
Несмотря на свою расчётливость, она довольно ранимая, поскольку по долгу службы не может в полной мере насладиться обычной жизнью. Обычно Хаясака старается не показывать свои эмоции. Нередко ей приходится выполнять даже самые простые поручения Кагуи — к примеру, просьбу научить её пользоваться телефоном и Интернетом.
Сэйю: Юмири Ханамори

## Выпуск
Выпуск манги был начат в июньском номере журнала Miracle Jump 19 мая 2015 года. 24 марта 2016 года манга перешла в редакцию сэйнэн-манга журнала Weekly Young Jump. Специальная глава была опубликована в дебютном выпуске Young Jump Gold 18 мая 2017 года. Вскоре североамериканский издатель Viz Media объявил о своей лицензии на выпуск манги.
С июня 2018 года в журнале Tonari no Young Jump того же издательства был начат спин-офф «Kaguya-sama wa Kokurasetai: Doujin-ban» авторства мангаки Синта Сакаяма. Его содержание было ориентировано на эротические сцены, не происходившие в основном сюжете манги. Выход спин-оффа был завершен 24 июня 2020 года.
Также в июне 2018 года в Weekly Young Jump стартовала публикация ёнкомы «Kaguya-sama o Kataritai», иллюстрированной G3 Ida и ориентированной на женскую аудиторию.

## Медиа

### Аниме-адаптация

#### Первый сезон «Kaguya-sama: Love Is War»
О разработке аниме-адаптации было объявлено издательством Shueisha 1 июня 2018 года. Производством занималась студия A-1 Pictures, режиссёром сериала выступил Мамору Хатакэяма, сценаристом — Ясухиро Наканиси. Дизайн персонажей был создан Юко Юхирой. Дзин Акэтагава выступил звукорежиссёром, а Кэй Ханэока — композитором аниме-сериала.
Премьера сериала состоялась 12 января 2019 года и транслировалась на каналах MBS, Tokyo MX, BS11, Gunma TV, Tochigi TV, Chukyo TV и TV Niigata. Опенинг аниме-адаптации «Love Dramatic» исполнили Масаюки Судзуки, Рикка Ихара и Ёсики Мидзуно. Закрывающую композицию «Sentimental Crisis» спела певица HALCA. Участие Масаюки Судзуки в проекте значительно повысило его известность не только в Японии, но и во всём мире.

#### Второй сезон «Kaguya-sama: Love Is War?»
19 октября 2019 года было объявлено о подготовке к выпуску второго сезона аниме-адаптации, работа над которым была доверена той же команде мультипликаторов. В записи опенинга («Daddy! Daddy! Do!») вновь принял участие Масаюки Судзуки (на этот раз вместе с Айри Судзуки), а эндинг «Kaze ni fukarete» (яп. 風に吹かれて Кадзэ ни фукарэтэ, «Прикосновенье ветра») был записан в исполнении Харуки Фукухары. Второй сезон транслировался с 11 апреля по 27 июня 2020 года.
В дополнение ко второму сезону были выпущены композиции, исполняемые от лица персонажей:
- Аой Кога (сэйю Кагуи) — «Kotae Awase» (яп. 答え合わせ Котаэавасэ, «Сверим ответы»)[25]
- Кономи Кохара (сэйю Тики) — «Tsubasa wo agetai» (яп. 翼をあげたい Цубасавоагетаи, «Хочу дать крылья»)[источник не указан 1125 дней]
- Мию Томита (сэйю Мико) — «Othello» (яп. オセロ Осеро, «Отелло»)[источник не указан 1125 дней]

25 октября 2020 года во время специального мероприятия «Kaguya-sama Wants To Tell You On Stage» было одновременно объявлено о выпуске OVA и третьего сезона аниме-адаптации. В OVA вошло три эпизода; она была включена в ограниченное издание двадцать второго тома манги, который поступил в продажу 19 мая 2021 года. 

#### Третий сезон «Kaguya-sama: Love Is War – Ultra Romantic»
Третий сезон, получивший название «Kaguya-sama: Love Is War -Ultra Romantic-», транслировался с 9 апреля по 24 июня 2022 года. В записи песен в очередной раз приняли участие Масаюки Судзуки, исполнивший опенинг сериала («Giri Giri», совместно с Suu — участницей гёрл-группы Silent Siren) и Айри Судзуки, исполнившая эндинг («Heart wa Oteage»). Для 5-го эпизода также была записана песня в исполнении Макото Фурукавы (сэйю Миюки Сироганэ) и Кономи Кохары (сэйю Тики Фудзивары) «My Nonfiction».
По окончании третьего сезона был анонсирован новый проект по франшизе. В июле 2022 года стало известно, что это будет фильм, завершающий арку «Первый поцелуй никогда не заканчивается» (Kaguya-sama wa Kokurasetai: First Kiss wa Owaranai), которая продолжит сюжет третьего сезона. Фильм вышел 17 декабря 2022 года в японских кинотеатрах и позже был показан по ТВ в формате четырёх серий аниме-сериала.

### Игровые фильмы
21 февраля 2019 года Shueisha объявили, что в производстве находится игровой фильм по мотивам манги. Премьера фильма состоялась в Японии 6 сентября 2019 года. Роль Миюки Сироганэ досталась актёру Сё Хирано, а роль Кагуи Синомии — Канне Хасимото. Режиссёр фильма — Хаято Каваи, сценарий написал Юити Токунага, а основные съёмки были проведены в марте-апреле 2019 года.
О продолжении фильма было объявлено 6 января 2021 года. Оно вышло в японских кинотеатрах 20 августа 2021 года.

## Основа и прообразы персонажей
По словам Аки Акасаки, главные персонажи манги «Госпожа Кагуя: В любви как на войне» и их характеры были основаны на героях японской народной сказки «Повесть о старике Такэтори» (IX-X век). Это заметно, прежде всего, по именам героев, их мыслям и поступкам:
- Личность и характер Кагуи Синомии были основаны на персонаже принцессы Кагуя-химэ. По словам Аки Акасаки, именно так он представлял себе характер принцессы, посылавшей всех принцев на заведомо невыполнимые задания.
- Личность Миюки Сироганэ основана на правом министре Отомо-но Миюки, четвёртом женихе из народной сказки, которому предстояло найти сверкающий камень, висящий на шее дракона.
- Характер и личность Тики Фудзивары была основана на принце Курамоти, втором женихе, которому предстояло найти серебряную ветвь дерева с горы Хорай (также её фамилия напоминает о правившем в то время роде Фудзивара).
- Личность Ю Исигами основана на Исоноками-но Маро, пятом женихе, отправившегося искать раковину ласточки. Его подавленная личность основана на том факте, что его прообраз, принц Исоноками-но Маро, пытаясь достать ракушку из ласточкиного гнезда, погиб с ней в руке. Позже оказалось, что он достал вовсе не ракушку, а кусочек ласточкиного помёта.
- Личность Мико Иино основана на Исицукури-но Мико, первом женихе из японского народного сказания. Заданием первого жениха было отыскать каменную чашу Будды.
- Личность Ай Хаясаки основана на образе Небесного посланника, от которого она унаследовала строгий характер, немногословность, некоторую жёсткость и безэмоциональность, а также узоры в виде звёзд на множестве её вещей.

Примечательно, что имя Кагуя в манге и аниме-адаптации склоняется по правилам русского языка как женское имя, в то время как имя принцессы Кагуя-химэ в «Повести о старике Такэтори» не склоняется. Однако в японском языке эта особенность не прослеживается, поскольку японские имена склоняются посредством суффиксов, а не изменения окончаний.

## Критика
Манга и аниме-сериал приобрели большую популярность. По состоянию на апрель 2019 года тираж манги превысил 6,5 миллиона экземпляров, а по состоянию на октябрь 2019 года — более 8,5 миллионов экземпляров. Она стала 9-й бестселлерной мангой в 2019 году. Было продано более 4-х миллионов копий.
В 2019 году манга была номинирована на 65-ю премию Shogakukan Manga Award в общей категории.
Обозреватель портала Anime News Network Ребекка Сильверман в своей рецензии на мангу отметила необычный подход к сюжету романтической комедии, который был способен «дать встряску типичной для жанра сюжетной линии», поскольку каждый персонаж произведения осознавал свою влюблённость, но стремился вынудить признаться именно партнёра. В итоге фабула работы представляла собой «комедию ошибок», которая, тем не менее, представляется забавной и интересной. Изобразительный стиль Аки Акасаки был охарактеризован как смесь «солидности с повседневностью», однако лица персонажей вызвали нарекания и были сравнены Сильверман с работами начинающих художников. Тем не менее фоновые изображения были признаны достаточно детализованными и удачными.